# Sámal F. Samuelsen
Sámal Frederik Samuelsen (født 1851 i Tórshavn, død 1932), kaldet Sámal á Krákusteini, var en færøsk officer, og en af de ni mænd som var med at indkalde til Julemødet 1888, det møde som regnes som begyndelsen på den færøske selvstændighedsbevægelse. Samuelsen var kvartermester på Skansin, fæstningen ved Tórshavn, og arbejdede således tæt sammen med det danske embedsværk til trods for sit modstridende politiske syn. Samuelsen var en flittig dagbogskribent, og hans Memoirer og Autobiografi blev udgivet i bogform i 2009. Dagbogen giver stor indsigt i livet i Tórshavn i 1800-tallet og tidligt i 1900-tallet.